# XBEL
XBEL, hay còn gọi là Ngôn ngữ trao đổi đánh dấu trang XML, là một chuẩn mở XML dành cho việc chia sẻ Internet các URI (Uniform Resource Identifier), cũng như các Đánh dấu trang Internet (hay phần các trang ưa thích trong trình duyệt Internet Explorer).
Một ví dụ dùng XBEL là ứng dụng XBELicious, lưu trữ các đánh dấu trang Del.icio.us trong định dạng XBEL. Các trình duyệt như Galeon, Konqueror, Arora và Midori dùng XBEL như định dạng lưu trữ việc đánh dấu trang.
XBEL được tạo bằng ngôn ngữ lập trình Python bởi nhóm Đặc biệt ưu thích XML với mục tiêu "Tạo một dự án vui vẻ, thú vị mang tính vừa hữu ích và có thể mô tả quá trình Python XML xử lý phần mềm được phát triển vào thời điểm đó." 
Nó được dùng bởi Nautilus và gedit của môi trường desktop GNOME.